# Phoenix (ruimteschip)
De Phoenix is een fictief ruimteschip uit de televisie- en filmserie Star Trek. Het ruimteschip komt voor in de film Star Trek: First Contact.
Het is een verbouwde Titan V nucleaire raket. Het was het geesteskind van Zefram Cochrane en het eerste ruimteschip in de historie van de Aarde dat op Warp-snelheid kon reizen. Het ontwerp van het schip was simpel. Er was een kleine capsule aan boord, waar maximaal drie bemanningsleden in konden. De Warp-motoren zaten verborgen in het vaartuig en werden in de ruimte uitgeklapt.
De eerste (en enige) vlucht van de Phoenix vond plaats op 5 april 2063. Even voor 11 uur 's ochtends steeg de Phoenix op vanuit Montana (Noord-Amerika). Aan boord waren drie bemanningsleden: Zefram Cochrane zelf, William Riker en Geordi La Forge. De laatste twee waren afkomstig van de USS Enterprise-E. Dit schip dateert uit 2373. Na het afstoten van de eerste trap sloeg de Phoenix zijn motoren uit en ging over op Warp. Deze vlucht trok de aandacht van een Vulcan verkenningsschip, de T'Plana-Hath. De Vulcans hadden in eerste instantie geen interesse voor de Aardse beschaving. Ze ontdekten echter dat de mensheid eindelijk de mogelijkheid had sneller dan het licht te reizen en besloten hun koers te wijzigen en het Eerste Contact (First Contact) met de aardbewoners te maken.
De Phoenix bleef ongeveer 1 minuut in Warp, waarna hij overging op sub-lichtsnelheden. Die ene minuut veranderde de toekomst van de hele mensheid.
In de 24e eeuw staat de Phoenix tentoongesteld in het Smithsonian.